# Assassinio di Luigi I d'Orléans

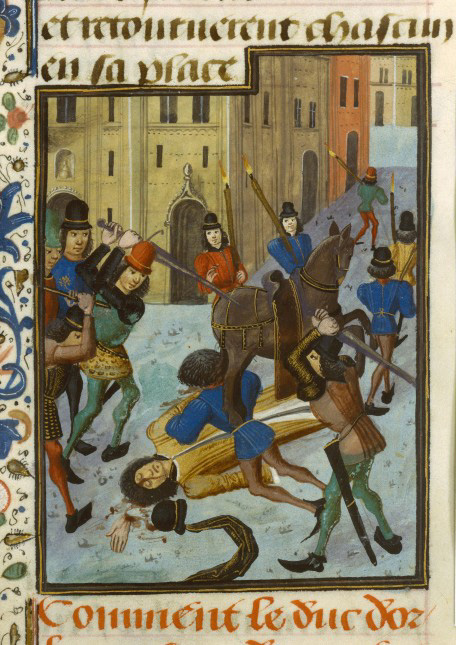
Assassinio del duca Luigi I d'Orléans. Miniatura del Maestro delle cronache d'Inghilterra, 1470-1480 circa (BnF).

L'assassinio di Luigi I d'Orleans, fratello di Carlo VI di Francia, ebbe luogo il 23 novembre 1407 a Parigi. Atto ordito da suo cugino Giovanni I di Borgogna, detto "il Senza Paura", l'evento innescò la guerra civile tra Armagnacchi e Borgognoni, conflitto che gettò la Francia nei tumulti della guerra civile fino al trattato di Arras del 21 settembre 1435.

## Contesto
La guerra dei cent'anni tra Francia e Inghilterra conobbe una tregua duratura dalla firma della tregua di Leulinghem il 28 aprile 1393. Gli inglesi, che dovettero subire la paziente riconquista del territorio francese guidata da valorosi capitani come Bertrand du Guesclin sotto il regno di Carlo V, affrontano gravi disordini politici interni. Ma la Francia era anche agitata da dissensi interni. Dal 1392, il re di Francia Carlo VI era sprofondato nella follia e la Francia era governata da un consiglio di reggenza, presieduto dalla moglie Isabella di Baviera, ma guidato dai grandi del regno. La natura intermittente della follia del re, conosciuta all'epoca come sue "assenze", impedì la stabilirsi di una reggenza stabile, anche perché dal 1401 un odio profondo oppose Filippo II l'Ardito, zio del re e duca di Borgogna, e suo nipote Luigi, fratello di Carlo VI e duca d'Orléans. Il duca Filippo di Borgogna era a favore della tregua con l'Inghilterra, che veniva incontro agli interessi dei suoi sudditi fiamminghi, mentre il duca Luigi I d'Orleans, degno erede della politica bellicosa del suo defunto padre Carlo V, sosteneva la ripresa della lotta contro il nemico inglese.
Di fronte agli intrighi di Filippo II l'Ardito, che cercava di unire le sue terre borgognone con quelle delle Fiandre per formare un nuovo stato in caso di sconfitta della Francia da parte degli inglesi, il duca Luigi I d'Orléans formò gradualmente alleanze con alcuni principi dell'Impero per contrastare l'ambizioso borgognone. Nel 1404, Giovanni Senza Paura, succeduto a suo padre nel ducato di Borgogna, godette di un'immagine positiva secondo Christine de Pizan, ma ebbe poca influenza sul Consiglio del Regno di Francia. Il duca Luigi I d'Orleans, in qualità di fratello minore del re, dominava il consiglio di reggenza, a cui partecipava anche Isabella di Baviera, moglie del re Carlo VI, la quale aveva spesso fallito nella gestione della reggenza: egli ottenne quindi il controllo del tesoro reale e cerco di impedire al duca di Borgogna di raggiungere la continuità territoriale tra i suoi possedimenti nelle Fiandre e il ducato di Borgogna, acquisendo il ducato di Lussemburgo, dato in pegno da Jobst di Moravia, il quale ricevette in cambio il denaro della corona. Nell'agosto 1405, Giovanni Senza Paura fece una dimostrazione di forza entrando a Parigi a capo del suo esercito, costringendo la regina Isabella di Baviera e il duca Luigi I d'Orleans a fuggire a Melun. La guerra civile fu evitata per un pelo grazie ad una riconciliazione il 10 ottobre 1405.

## La cospirazione

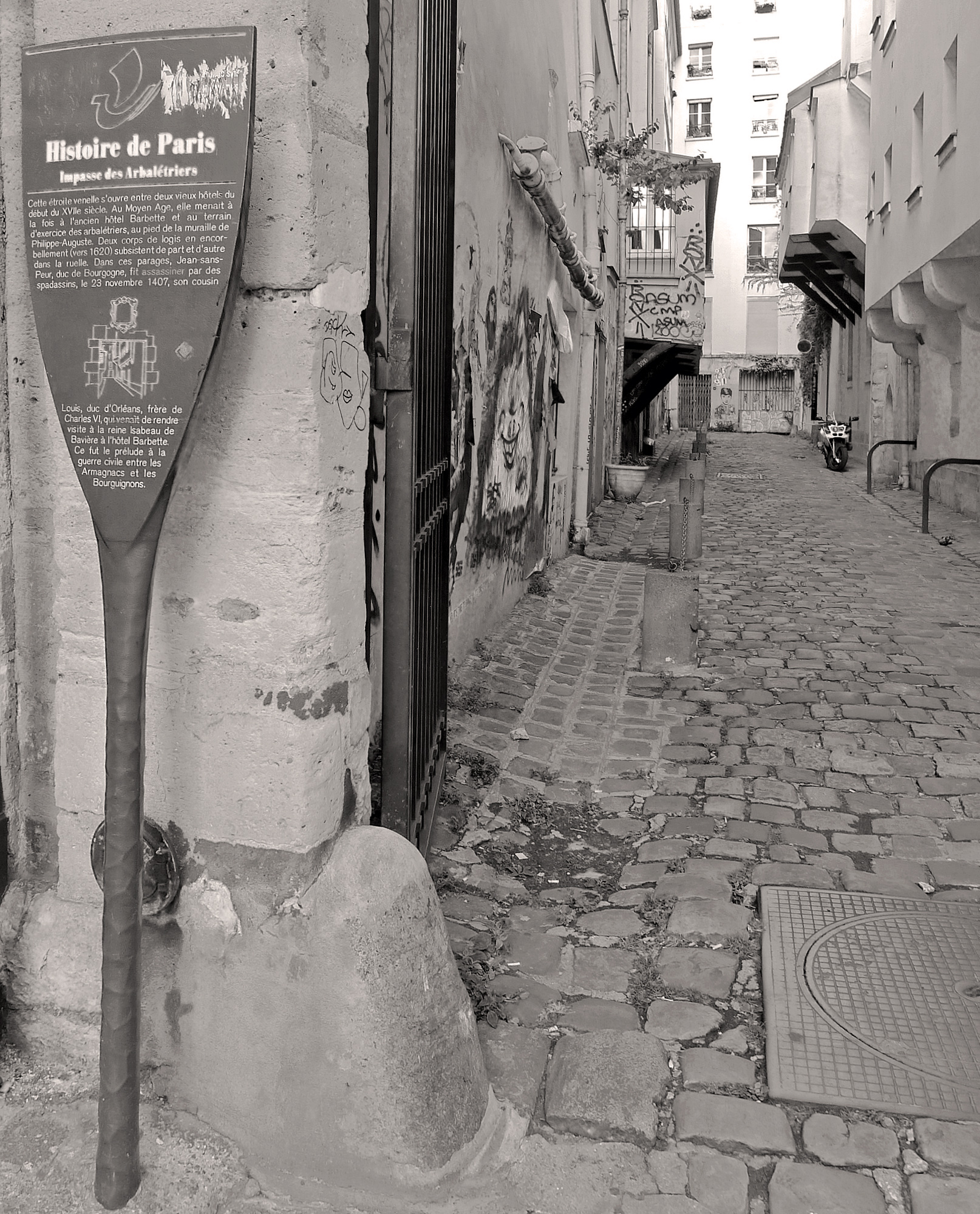
Ingresso all'Impasse des Arbalétriers con un punto di riferimento storico della città di Parigi che ricorda l'omicidio di Luigi I d'Orléans.

Le tensioni si riaccesero nel 1406 e nel 1407, con il duca di Borgogna che dapprima ritenne il duca d'Orléans responsabile del suo fallimento di fronte alla città di Calais, che intendeva riprendere dagli inglesi. Poi, con il decreto del 28 aprile 1407 che riformava la composizione del consiglio del re che vede il numero dei borgognoni diminuire da ventisei rappresentanti a soli due, il duca di Borgogna, vedendo che il potere gli stava sfuggendo, decise di agire. Dalla fine di giugno 1407, sembra che il duca di Borgogna abbia progettato l'assassinio del cugino. L'8 agosto 1407, a Lilla, pagò cento corone a Raoul d'Anquetonville (nato ad Anctoville e morto nel 1412), suo scagnozzo designato, e millecinquecento corone a Lourdin de Saligny, suo uomo di fiducia, da depositare in un luogo segreto a Parigi. Questo luogo segreto era l'Hôtel de l'image Notre-Dame, gestito dai coniugi Fouchier. Il 14 novembre 1407, un mediatore di nome Pierre d'Asignac si accordò con la moglie Fouchier di affittare l'albergo fino al successivo giorno di San Giovanni Battista, per la somma di sedici lire di Parigi. Questo divenne il nascondiglio degli assassini.

Il 23 novembre 1407, il duca d'Orleans andò a visitare la regina Isabella, che aveva partorito poco prima, all'Hôtel Barbette, in rue Vieille-du-Temple, a Parigi. Thomas de Courteheuse, valletto del re e lui stesso coinvolto nella cospirazione, si presentò all'albergo della regina Isabella allo scoccare delle 20 e informò il duca d'Orleans che il re Carlo VI lo aveva mandato a chiamare con urgenza. Il duca quindi si congedò dalla regina e si avviò verso l'hôtel Saint-Pol, dove risiedeva il re. Anche se il duca aveva, secondo Enguerrand de Monstrelet, quasi seicento uomini d'arme in tutta Parigi, la sua scorta quella sera consisteva solo in una dozzina di picchieri e servi. Il duca, assiso sul suo mulo e senza sospettare minimamente cosa lo aspetta, si avviò nella rue Vieille-du-Temple. Una quindicina di persone, appostate nell'ombra degli edifici, attendevano con impazienza il suo passaggio. Al segnale, i criminali, guidati da Raoul d'Anquetonville, si precipitarono sulla piccola truppa del duca, riuscirono a disarcionare Luigi dal suo mulo prima di tagliargli la mano. Il duca, sorpreso, esclamò: "Sono il duca d'Orleans!», ottenendo in risposta: "È lui che vogliamo!». Un colpo alla testa con un'ascia tolse la vita al fratello del re, che morì insieme al suo fedele servitore fiammingo Jacob. Il suo corpo venne deposto presso la chiesa di Notre-Dame-des-Blancs-Manteaux in attesa del funerale.

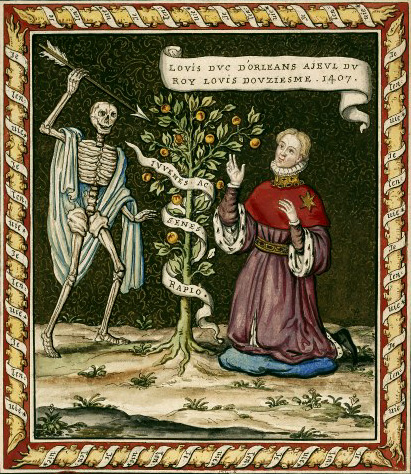
La Morte minaccia di morte Luigi d'Orleans in ginocchio, affresco oggi scomparso nella Cappella dei Celestini a Parigi, XVI secolo, Parigi, BnF, dipartimento stampe e fotografia, collezione François Roger de Gaignières, tavola 58.

## Conseguenze
Il duca di Borgogna ottenne il sostegno della popolazione parigina e dell'Università, che seppe sedurre promettendo l'istituzione di un'ordinanza simile a quella del 1357. Essendo in grado di prendere il potere, poté quindi confessare pubblicamente l'assassinio. Lungi dal nasconderlo, Giovanni Senza Paura fece scrivere un elogio del tirannicidio da Jean Petit, teologo della Sorbona, al quale rispose Thomas de Bourg, abate di Cerisy, che si schierò dalla parte della vedova del duca d'Orleans, Valentina Visconti. Carlo VI, per placare i belligeranti in seguito a questo assassinio, convocò il 28 febbraio 1409 a Chartres il duca di Borgogna ed i figli del defunto: incaricò anche il conte Guglielmo IV di Hainaut, cognato di Giovanni Senza Paura, di assicurare, alla testa di 400 uomini d'arme e 100 arcieri, la protezione di ciascuna delegazione durante i suoi viaggi e a schierarsi con il gruppo eventualmente attaccato. Il 15 aprile 1410, a Gien, durante le nozze di Carlo d'Orléans, figlio del duca assassinato, e di Bonne d'Armagnac, i nobili del regno presenti si schierarono contro il duca di Borgogna. La guerra civile tra gli Armagnacchi e Borgognoni che ne seguì si concluse venticinque anni dopo con la firma del trattato di Arras il 21 settembre 1435. Giovanni senza Paura sarà a sua volta assassinato dagli Armagnacchi nel 1419.